# ジョン・ドロンド

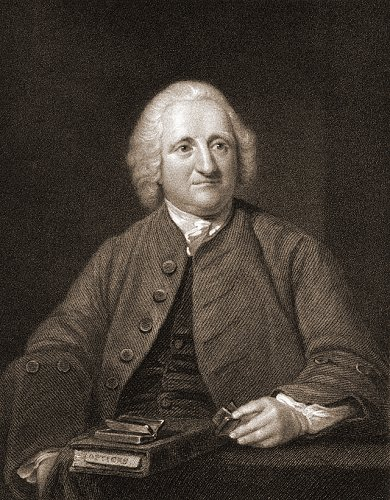
ジョン・ドロンド

ジョン・ドロンド（John Dollond、1706年6月10日 - 1761年11月30日）はイギリスの光学者である。
ユグノー教徒の亡命者でロンドンのスピタルフィールドで絹織物業者の息子に生まれた。父の商売を継ぐが、仕事のかたわら古典や数学、物理、天文学を学んだ。1752年に織物業をやめ、息子リーター・ドロンドが2年前に始めた光学機器の製造業に加わった。評判は急速に高まり、1761年には王室御用達の眼鏡師に指定された。
ドロンドの功績は2種類の波長と屈折率の関係が異なるガラスでつくられたレンズを組み合わせることによって色収差を減らしたレンズを製作したことである。1747年にレオンハルト・オイラーが、ガラスと水のレンズの組み合わせによって色収差をへらす可能性を示唆し、クリンゲンシェルナ(Samuel Klingenstjerna)が色消しレンズの理論をつくっていた。ドロンドは1747年の初めにはガラスと水の組み合わせで色収差の低減に成功し、その数ヶ月後には2種類の性質の異なるレンズを組み合わせによって色収差を減らしたレンズを製作した。1748年にそれらの実験の結果を発表し、1758年にその功績によりコプリ・メダルを受賞し、その3年後に王立協会の会員に選出された。
有名なイギリスの光学メーカー Dollond & Aitchison の創立者である。